# 博博雷马
博博雷马是巴西帕拉伊巴州的一个市镇。总面积25.984平方公里，总人口5134人，人口密度197.6人/平方公里。